# ミスター・リー
「ミスター・リー」（Mr. Lee）は、女性コーラス・グループ、ザ・ボベッツ（The Bobbettes）が1957年に発表した楽曲。デビュー曲ながら大ヒットした。

## 概要

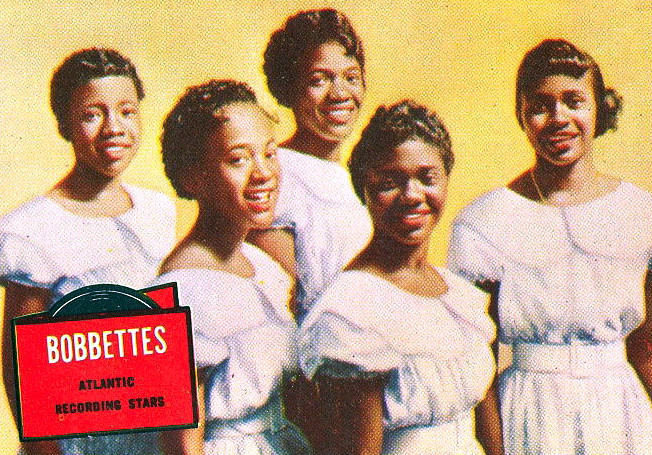
ザ・ボベッツ（1957年）

ニューヨーク市イースト・ハーレムに住む、いずれもアフリカ系アメリカ人のジャニー・ポート、エマ・ポート、レザー・ディクソン、ローラ・ウェッブ、ヘレン・ギャザーズの5人は1955年に「ザ・ハーレム・クイーンズ」というグループを結成した。グループは、アポロ・シアターで開かれたアマチュアだけのコンサートに出演したとき、レコード・プロデューサーのジェームズ・デイリーに見出され、アトランティック・レコードと契約した。
デビュー・シングルに選ばれたのはグループ5人で書いた「ミスター・リー」で、“リー”とは彼女らが通った学校の実在する教師の名だった。アトランティックの幹部は、リー先生をもの笑いにするような内容の歌詞をラブ・ソングに書き換えるよう要求。その結果、「the ugliest teacher」という言葉は「the handsomest sweetie」に変わった.。
グループはザ・ボベッツと名を変え、1957年6月に本作品を発表した。「ミスター・リー」はビルボードのポップ・チャートで6位、R&Bチャートで1位、カナダのCHUM Chartも1位と、目覚ましいヒットを放ち、プラチナディスクに認定された。
『スタンド・バイ・ミー』（1986年）、『ビッグタウン』（1987年）などの映画に使用された。

## カバー・バージョン
- ダイアナ・ロス - 1987年のアルバム『Red Hot Rhythm & Blues』のヨーロッパ盤に収録。
- ポインター・シスターズ - 1989年のコンピレーションアルバム『Rock, Rhythm & Blues』に収録。
- The 5.6.7.8's - 1998年のシングル。
- エディ・ブリケル＆ポール・サイモン - 新型コロナウイルスの流行により各国で外出禁止の措置がなされる中、2020年6月10日にテキサス州オースティンの人々を支援するベネフィット・ライヴ・ストリーミング・コンサート「A Night for Austin」が開催された[5]。エディ・ブリケルと夫のポール・サイモンは自宅から本作品を配信した。なおサイモンはこのとき「早く家へ帰りたい」と「僕とフリオと校庭で」も歌っている。